# Wasgele bekerzwam
De wasgele bekerzwam (Peziza cerea)  is een schimmel die behoort tot de familie Pezizaceae. Hij leeft saprotroof, op verteerd hout, karton, papier, stro en op cement en metselspecie op muren en vloeren . Het is geelgrijze tot beige schimmel inwendig, minder dan 5 cm doorsnede met korrelig of broos vruchtvlees. De steel is zijdelings geplaatst, maar is klein of zelfs geheel afwezig. De sporenkleur is wit, crème of geelachtig; ze zijn elliptisch en glad. De buitenkant van de beker is wit van kleur.

## Kenmerken

### Uiterlijke kenmerken
Vruuchtlichamen meten 1 tot 5 cm in diameter. Het bovenoppervlak (op volwassen leeftijd) is meestal wat gerimpeld nabij het midden; een witachtig en minutieus pluizig onderoppervlak; een ronde, komvormige vorm als ze jong zijn, en een afgeplatte onregelmatige vorm als ze volwassen zijn. Het hymenium bevat asci, ascosporen en parafysen. Parafysen zijn steriele cellen met vaak gezwollen uiteinden en staan onder hoge druk. Punten van de parafysen zijn zeer dicht bij elkaar aan het oppervlak van het hymenium en vormen een laag; het epithecium.
Een hoge osmotische druk in de cellen van het epithecium voorkomt plunderende microfauna die anders zou binnendringen en zich zou voeden met het rijke protoplasma eronder. Om sporen te verspreiden, duwen asci van onderaf tussen de parafysen, schieten hun sporen af en vallen vervolgens ineen.

### Microscopische kenmerken
De asci meten 350 × 16 µm. De ascosporen zijn glad, ellipsevormig en meten 14–17 × 8–10 µm.

## Verspreiding
In Nederland komt de wasgele bekerzwam matig algemeen voor .